# إيجيسب
إيجيسب (بالإنجليزية: Aegisub)‏ برنامج مفتوح المصدر متعدد المنصات متخصص في إنشاء وتعديل ملفات الترجمة المرئية المستخدمة على نطاق واسع في ترجمة الأنمي. يتميز إيجيسب باحتوائه على الكثير من الوظائف التي تساعد في إنتاج ملفات الترجمة، فالبرنامج يدعم توقيت ملفات الترجمة وصنع أنماط للترجمة، وكذلك عمل مؤثرات الكاروكي (أو الكاريوكي) بالاستعانة بمحرك Automation4 بلغة لوا البرمجية. يستخدم البرنامج أحد أشهر صيغ ملفات الترجمة SSA/ASS.
يدعم برنامج إيجيسب استخدام مكتبة ليباس البرمجية في تصيير النصوص اليمينية كالعربية والعبرية. إلا أن الدعم لا يزال جزئيًا فعليًا، فمع أن المكتبة تستخدم مكتبة حرف باز (برنامج) لتصيير النصوص اليمينية، إلا أن تصريف مكتبة حرف باز لا يزال صعبًا.

## استخدام البرنامج
انتشر استعمال هذا البرنامج على نطاق واسع خصوصًا في ترجمة الأنمي والأفلام مع ازدياد مشاهدي الأنمي الياباني في العالم العربي بشكل كبير وتفضيل الكثير منهم الترجمة على الدبلجة لسرعتها ومجاراتها لجديد الأنمي.

## مميزات البرنامج
- تغيير لون نصوص الترجمة نمط الترجمة لكل متحدث على حدة.
- تغيير الخط وتخصيصه.
- تحديد موقع النص (الترجمة) في الفيديو.
- إضافة مؤثرات للنص عن طريق استخدام رموز ASS Tags.
- يمكن تشغيل فيديو افتراضي واختيار أبعاد الفيديو ومدته لتجربة ملف الترجمة أو الكاريوكي وإضافة ملف صوتي له.
- التوقيت فيه يدعم نظام اللقطات (Frame) بالإضافة إلى التوقيت الزمني (جزء من الثانية:ثانية:دقيقة:ساعة) 00:00:00:00.
- تعديل توقيت أحد الأسطر أو بعض منها دفعة واحدة إما بنظام اللقطات أو التوقيت الزمني.

## وصلات خارجية
- إيجيسب على موقع Open Hub (الإنجليزية)
- إيجيسب على موقع Free Software Directory (الإنجليزية)
- إيجيسب على موقع Framasoft (الفرنسية)
- الموقع الرسمي
- ويكي الخاص بالبرنامج (تحت الإنشاء)
- قناعة الدعم على[وصلة مكسورة] آي آر سي في خادم الرايزون